# Plaza de San Clemente (Soria)
La plaza de San Clemente es una vía pública ubicada hacia la mitad de la céntrica calle del Collado de la ciudad de Soria (España), un callejón a la derecha, lleva a la plaza de San Clemente. Le da nombre una iglesia románica desaparecida. Es más conocida esta zona por el nombre de "El Tubo" (más concretamente como El Tubo estrecho) y gran número de bares sirven de reclamo para la reunión, antes de comer y ya caída la tarde, de los sorianos. En esta misma plaza se ubica, junto a lo que fuera iglesia de San Clemente, el palacio de los Ríos y Salcedo.

## Palacio de los Ríos y Salcedo

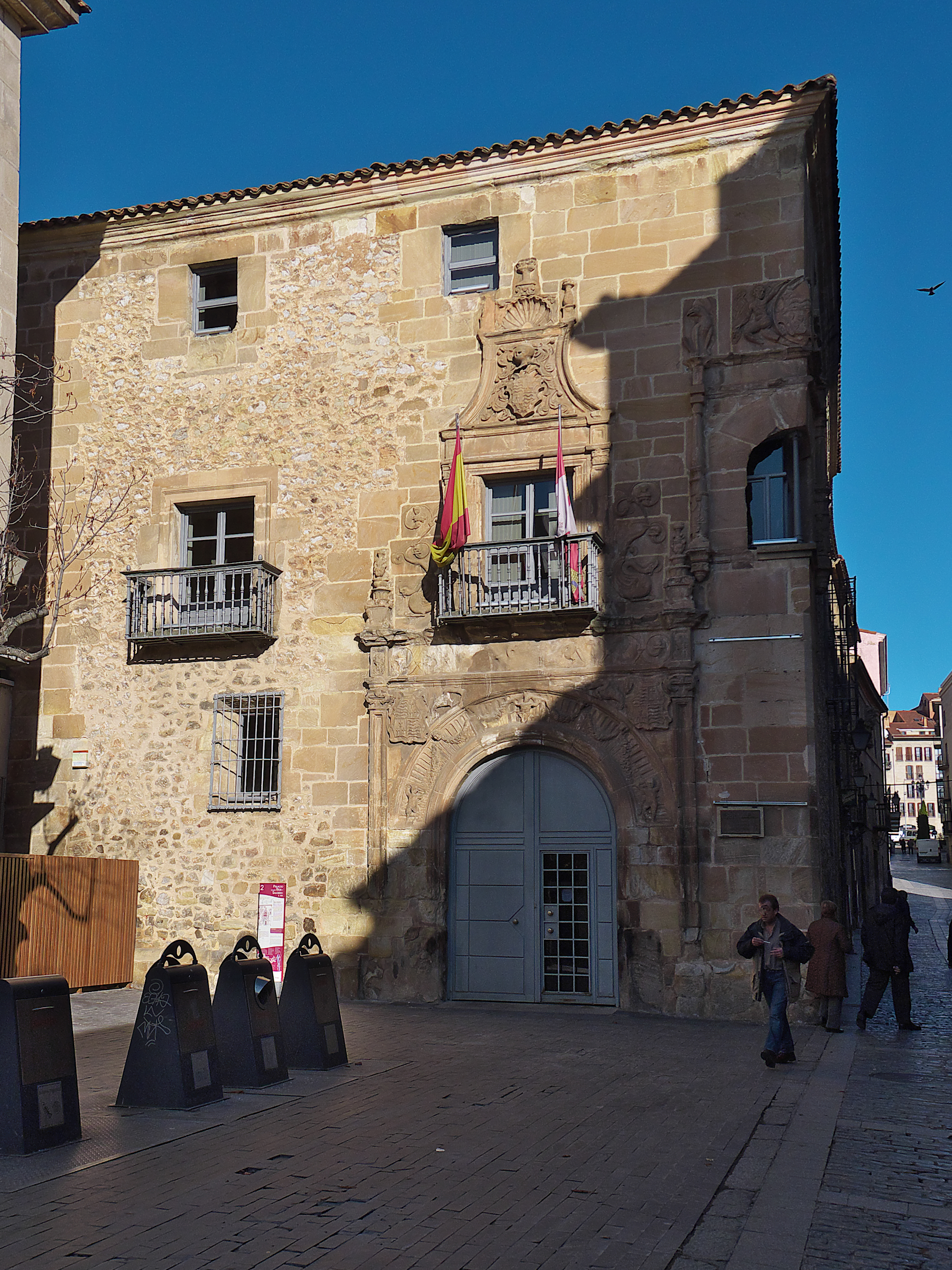
Palacio de los Ríos y Salcedo

Pequeños palacios señoriales salpican Soria, localizados por lo general junto a la muralla y las puertas, sobre los que los nobles adquirían la obligación de defender. Uno de estos palacios es el que poseían los Ríos y Salcedo en la calle Aduana Vieja en la ciudad de Soria.
El palacio de los Ríos y Salcedo es un edificio de la primera mitad del siglo XVI. Esta familia alcanzarían luego el condado de Gómara y construirían otro palacio de mucha mayor amplitud, el Palacio de los Condes de Gómara. Se trata de un edificio con portada renacentista, de estilo plateresco de la primera mitad del siglo XVI. El elemento más destacable de la fachada es la ventana en esquina, de gran dificultad técnica, que tiene columnas abalaustradas a ambos lados. Sobre esta está el escudo de la familia realzando una magnífica esquina. Flanqueando la portada, formada por un arco de medio punto y pilastras a sus lados, están los escudos heráldicos de los Ríos y Salcedo. Sobre estos hay un balcón rematado en frontón que termina en forma de venera y, nuevamente, el escudo de los propietarios originarios. Es monumento Nacional.
Esta vivienda noble del siglo XVI antes cuartel de la Guardia Civil, es sede hoy del Archivo Histórico Provincial de Soria. Entre sus fondos se pueden encontrar documentos que hablan sobre diversos acontecimientos que tuvieron lugar en la provincia de Soria, como las nevadas de viejos tiempos, los carboneros y leñeros que iban a los mercados capitalinos con sus jumentos, elementos arcaicos de las fiestas de San Juan.

## Casa de la Inquisición

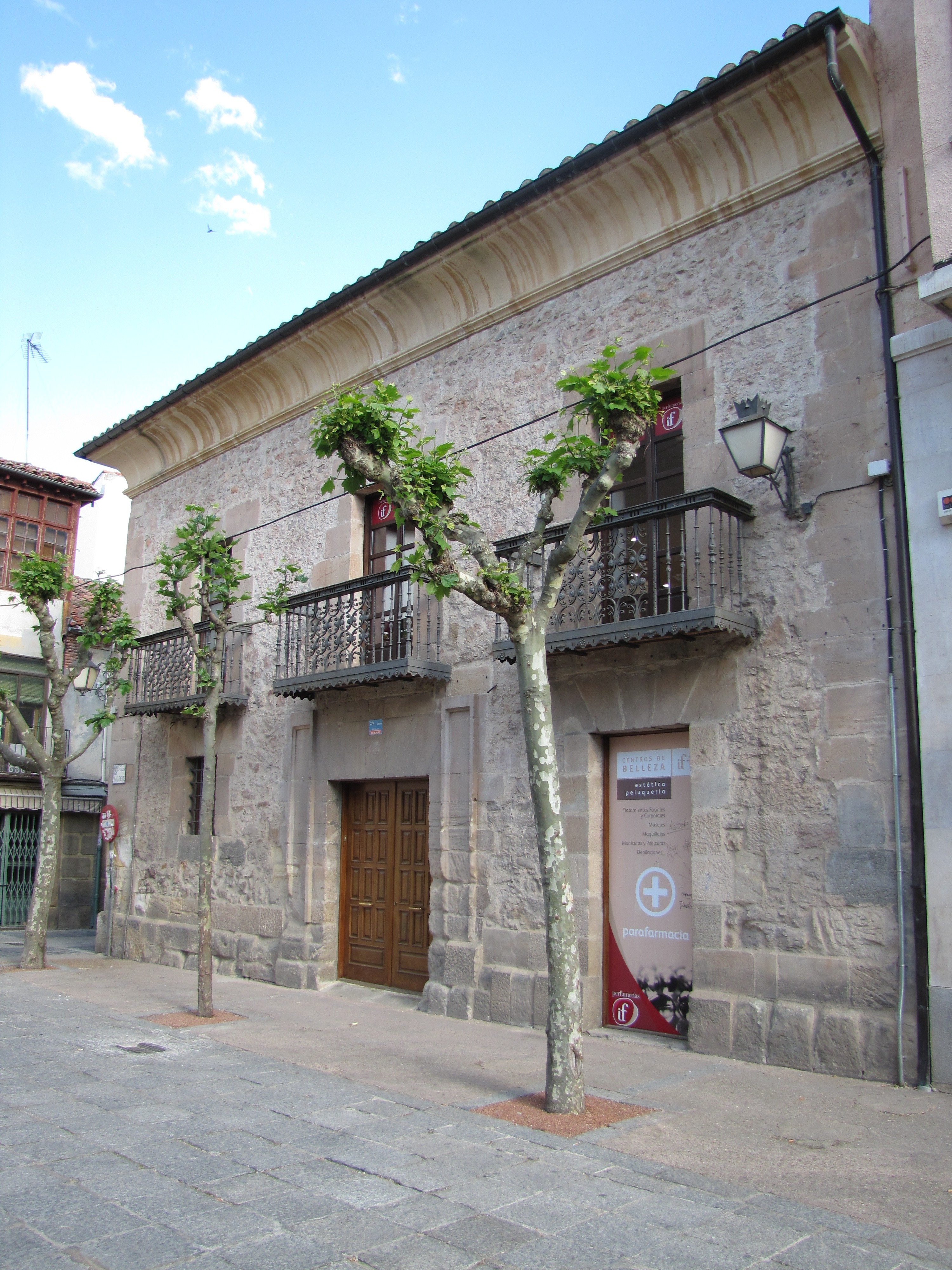
Casa de la Inquisición.

En la esquina frente al Palacio de los Ríos y Salcedo aún se conserva lo que fue Casa de la Inquisición más tarde convertida en casa señorial. Construida con mampostería y refordada con sillares en esquinas y dinteles, corona su fachada una gran escocia aragonesa, a modo de cornisa, supervivencia de influjos artísticos que de la cuenca del Ebro llegaron hasta Soria. Así mismo conserva restaurados los tres balcones de rica labor de forja que la adornaban. Su puerta principal está flanqueada por dos pilastras muy simples y en su interior a la izquierda de la entrada principal se conserva una estancia cubierta con bóveda de arista.

## Desaparecida iglesia de San Clemente
La antigua iglesia de San Clemente se encontraba anexa al Palacio de los Ríos y Salcedo. Fue derruida por sus malas condiciones estructurales y el paulatino abandono en 1952, durante el obispado de Saturnino Rubio, quien firmó el contrato para su derribo y la venta de la misma a la empresa Telefónica. Fue sustituida por el actual edificio de esta empresa en estos momentos también en desuso. Se trataba de un templo románico del siglo XII, considerado una filial de la iglesia de Santa María la Mayor. Era de una sola nave con dos capillas laterales, ábside semicircular y espadaña a los pies.
En 2007 durante las obras de soterramiento de contenedores en esta plaza, se han hallado restos óseos procedentes de la necrópolis medieval, entre los siglos XII y XIV, situada junto a la iglesia. Son tumbas de inhumación orientadas al este. Los enterramientos junto a los templos fueron muy comunes hasta el siglo XVIII. No es la primera vez que se encuentran restos óseos, en 1995 fue en la iglesia de San Salvador, en 2006 en la iglesia de la Mayor y hace ya bastantes años durante las obras de rehabilitación de las plazas de Abastos y del Olivo se encontraron restos pertenecientes a las necrópolis de las desaparecidas iglesias de San Miguel de Montenegro y San Esteban respectivamente.